# Kvarteret Bror
Kvarteret Bror i Ronneby anlades efter 1864 års stadsbrand och anlades i anslutning till där stadens medeltida torg en gång har legat. Hela kvarteret tillsammans med den västra delen av innerstaden omfattas av fornlämningen RAÄ Ronneby 214:1, som utgör den medeltida stadens utsträckning. Likt för Kvarteret Axel drevs även i detta kvarter garveriverksamhet av garvare P. Holm och denna bebyggelse fanns kvar i kvarteret fram till 1980-talet. Rosengatan på kvarterets östra sida kallades av denna anledning i folkmun för ”Garvaregatan”. Garverierna förlades utmed Ronnebyån för att dra nytta av vattenkraften för sin verksamhet. 
Det dröjde fram till 1891 innan bebyggelsen utmed Rosengatan fick en mer stadsmässig karaktär när garvare Holm lät bygga ett tvåvåningshus i för 1800-talet tidstypisk träarkitektur. 1934 fick Kungsgatan en bro över Ronnebyån som sedermera namngavs Stadshusbron och gatan blev en ny infart till staden, detta innebar för kvarteret Bror en annan prägel på miljön än tidigare och bebyggelsen började efterhand få en allt mer stadslik karaktär. Bebyggelsen blev runt sekelskiftet 1800 – 1900 en allt finare stadsdel att bo i med flera högre uppsatta och utbildade personer boende i kvarteret. Som exempel kan nämnas distriktsveterinär, stadsfiskal, en änkeprostinna med flera. Den aktuella trähusbebyggelsen revs i huvudsak under 1970-talet. 
Kvarteret har efterhand kompletterats med ny bebyggelse i form av flerbostadshus i funktionalistisk arkitektur bland annat 1946 utmed Kungsgatan. Den funktionalistiska arkitekturen i kvarteret är i hög grad oförvanskad och bevarandevärd ur ett bebyggelseantikvariskt perspektiv. Kvarterets stora omdaning skedde 1996 då det sammanslogs med kvarteret Carl och en omfattande bostadsbebyggelse i två våningar uppfördes. Den nya bebyggelsen ansluter till viss del till den historiska 1800-talsbebyggelsen genom en rik variation med burspråk och omväxlande putsade och träklädda fasader. Flera av trähusen i kvarteret putsades redan tidigt under sin användningsperiod.